# Hotel Tivoli
Hotel Tivoli è il disco di debutto dei Non voglio che Clara pubblicato nel 2004 sotto l'etichetta Aiuola Dischi.
Le tracce Quello con la telecamera, I piani per il sabato sera, Le paure e Se ti senti sola erano già presenti nell'EP Caffè Cortina del 2003.
Il brano L'ultima occasione era già contenuto nello split tra i Non voglio che Clara e i Northpole, Per chi sei / L'ultima occasione del 2003.

## Tracce
1. Quello con la telecamera
2. Hotel Tivoli
3. I piani per il sabato sera
4. Il nastro rosa
5. Le paure
6. L'ultima occasione
7. Se ti senti sola

## Formazione
- Fabio De Min: voce, chitarra, pianoforte
- Matteo Visigalli: basso
- Stefano Scariot: chitarre
- Fabio Tesser: batteria

Altri componenti
- Nicola Manzan: violino
- Andrea Pellizzari: violoncello
- Stefano Canei: sassofono
- Moreno Dal Farra: batteria (solo su: Il nastro rosa), percussioni